# Elecciones estatales en Hidalgo de 1975
Las elecciones estatales de Hidalgo de 1974-1975 se llevaron a cabo en dos jornadas; la primera el domingo 8 de diciembre de 1974, y en ellas se renovaron los cargos de elección popular en el estado mexicano de Hidalgo:
- Gobernador del Estado de Hidalgo Titular del Poder Ejecutivo y del Estado, electo para un período de 6 años no reelegibles en ningún caso. El candidato oficialmente electo fue Otoniel Miranda sin embargo aunque no tendrá triunfo de votación.

Y una segunda jornada el domingo 2 de noviembre de 1975 en que se eligieron:
- 84 Ayuntamientos Compuestos por un Presidente Municipal y regidores, electo para un período inmediato de tres años.

## Resultados electorales

### Gobernador
- Otoniel Miranda  Hecho

### Municipios

#### Municipio de Pachuca
- Luis Fuentes Núñez  Hecho